# Johannes Liedbergius
Johannes Liedbergius, född 1981 i Södertälje, är en svensk dirigent, barytonsångare och cembalist.
Johannes Liedbergius studerade klassisk sång vid Norges Musikkhøgskole samt kör- och orkesterdirigering vid Musikhögskolan i Piteå för Erik Westberg och Petter Sundkvist. Liedbergius har dirigerat flera symfoniorkestrar och sinfoniettor i Sverige samt arbetat med samtida musik och kammaropera. Liedbergius har fördjupat sig i historisk uppförandepraxis av musik från renässansen till romantiken, och har genomfört en tvåårig diplomutbildning i interpretation av tidig musik, med generalbas/cembalo som huvudinstrument vid Hochschule für Künste Bremen – Akademie für Alte Musik Bremen för professor Detlef Bratschke. Johannes Liedbergius är även verksam som kördirigent samt romans- och madrigalsångare.
Liedbergius är vinnare av Svenska Dirigentpriset till Sixten Ehrlings minne 2012.